# Pan sin gluten
El pan sin gluten por definición es aquel que se elabora con harinas libres de gluten. El gluten es un conjunto de proteínas  de pequeño tamaño, contenidas exclusivamente en la harina de diversos cereales de secano, fundamentalmente el trigo, pero también la cebada, el centeno y la avena, o cualquiera de sus variedades e híbridos (tales como la espelta, la escanda, el kamut y el triticale).
El gluten no es indispensable para la alimentación del ser humano. Se trata de una mezcla de proteínas con bajo valor nutricional y biológico, así como bajo contenido de aminoácidos esenciales, por lo que desde el punto de vista de la nutrición su exclusión de la alimentación no representa ningún problema y puede ser fácilmente sustituido, y además con notables ventajas nutricionales, por otras proteínas animales o vegetales, cuando es preciso realizar una dieta libre de gluten.

## Usos
Los panes sin gluten se han comercializado con el objetivo de cubrir las necesidades de las personas que padecen trastornos relacionados con el gluten, tales como la enfermedad celíaca o la sensibilidad al gluten no celíaca, cuyo único tratamiento eficaz consiste en la eliminación estricta y permanente del gluten de la dieta.

## Productos elaborados comercializados
Muchos productos comercializados elaborados con harinas libres de gluten no están enriquecidos o fortificados como sus equivalentes con gluten, por lo que suelen tener peor calidad nutricional. Actualmente, debido a la demanda de los consumidores y a la preocupación por la salud, muchos fabricantes de productos sin gluten han empezado a enriquecerlos con suplementos de vitaminas del complejo B y con pequeñas cantidades de hierro. Estos productos fortificados representan la mejor elección para evitar carencias en la dieta.
Asimismo, los productos sin gluten a base de cereales elaborados industrialmente suelen tener mayor contenido de lípidos y carbohidratos que sus equivalentes con gluten, debido a la adición de ingredientes tales como aceite de palma, nata en polvo, aceites vegetales microencapsulados ricos en grasas y polvos lácteos bajos en grasa, con el objetivo de mejorar la palatabilidad. Por otra parte, son ricos en aditivos químicos, tales como sulfitos, glutamatos, nitritos y benzoatos, que se emplean para mejorar el sabor, el color y preservar el producto. En general, cuanto más fuerte es el sabor de un alimento, mayor es su contenido en aditivos químicos. En una parte de pacientes con enfermedad celíaca o sensibilidad al gluten no celíaca, estos aditivos son responsables de la persistencia de los síntomas gastrointestinales, a pesar de la retirada estricta del gluten de la dieta. Estos pacientes se benefician de una dieta sin gluten y baja en productos elaborados, basada principalmente en productos naturales libres de gluten cocinados en el hogar.

## Ingredientes
En general, los ingredientes empleados en la elaboración del pan sin gluten se pueden clasificar en "antiguos" y "nuevos". Los ingredientes antiguos (utilizados tradicionalmente) son principalmente el arroz y el maíz. Los nuevos ingredientes se dividen en dos categorías: pseudocereales, tales como el amaranto, la quinua y el alforfón (también denominado trigo sarraceno), y cereales menores, como el sorgo.
Desde el punto de vista funcional, debido a la ausencia de gluten, es más complicado conseguir una adecuada textura, firmeza y color del pan final. El empleo de ciertos aditivos, como las semillas del plantago ovata (también denominado psyllium), ayuda a mejorar su calidad.

### Harinas
Las principales harinas libres de gluten que se utilizan para la elaboración del pan sin gluten son, fundamentalmente, la de maíz y la de arroz integral. Otras harinas  empleadas con cierta regularidad son las de algunas legumbres, tales como la soja, los garbanzos, las lentejas y los guisantes.  
También se utilizan fibras vegetales como el psyllium y el bambú.

#### Pseudocereales y cereales menores
Una saludable alternativa a los ingredientes más comúnmente utilizados en los panes específicos para celíacos comercializados es la elaboración de pan con harinas de pseudocereales, tales como el amaranto, la quinua, el alforfón (también denominado trigo sarraceno) o el teff, y cereales menores, como el sorgo o el mijo, los cuales poseen un elevado índice de valor nutricional y biológico, superior al de los cereales con gluten, tanto por su composición en aminoácidos, como por su biodisponibilidad o digestibilidad.
Desde el punto de vista nutricional, estos nuevos ingredientes representan una buena fuente de proteínas, fibra dietética, hidratos de carbono, vitaminas, minerales y ácidos grasos poliinsaturados. Asimismo, su empleo permite una mayor variedad de alimentos en la dieta sin gluten y constituyen una alternativa más económica a los productos sin gluten elaborados estándar, por lo que facilitan el cumplimiento de la dieta.
Sus numerosas ventajas nutricionales no se limitan a las personas con trastornos relacionados con el gluten, sino que son aplicables a la población general. Entre ellas, se pueden destacar las siguientes:
- Contienen proteínas de calidad superior a las del trigo y en mayor cantidad.[5][6] Concretamente, en los pseudocereales se encuentran grandes cantidades de lisina, arginina, histidina, metionina y cisteína, que son aminoácidos de alta calidad.[2]
- Su contenido en fibra es más elevado que el de otros cereales y vegetales, siendo aproximadamente igual al del trigo.[2]
- Si bien su contenido en lípidos (grasas) es mayor en comparación con otros alimentos de origen vegetal, estos consisten fundamentalmente en ácidos grasos insaturados, en particular ácido α-linolénico, que resultan beneficiosos para la prevención de enfermedades cardiovasculares.[2]
- La quinua y el amaranto contienen concentraciones considerablemente más elevadas de ácido fólico que el trigo, y son una excelente fuente de B2, B6, C y E.[2]
- Su contenido en minerales es aproximadamente del doble que el de otros cereales.[2]
- Contienen hidratos de carbono beneficiosos para la salud, ya que reducen el colesterol, el índice glucémico y los ácidos grasos libres.[5]
- Presentan mejor digestibilidad que los cereales.[6]
- Contienen compuestos bioactivos tales como antioxidantes, fructooligosacáridos y almidón resistente.[6]

Asimismo, el empleo de pseudocereales para la elaboración del pan y otros productos relacionados, resulta una buena alternativa para una parte de celíacos o sensibles al gluten que son intolerantes a la horceína del maíz.

#### Controversia sobre la avena
La posible inclusión de la avena en la dieta sin gluten es un tema controvertido y polémico. Actualmente, existen evidencias de que puede ser tóxica para las personas que padecen trastornos relacionados con el gluten. Su toxicidad depende principalmente de la variedad empleada. Asimismo, frecuentemente presenta contaminación con trigo u otros cereales con gluten.

#### Otras
La harina de castaña también se puede emplear para elaborar el pan sin gluten. Desde el punto de vista nutricional, presenta muchos beneficios, por su contenido en proteínas de alta calidad con aminoácidos esenciales, fibra dietética, almidón, vitaminas del grupo B y vitamina E, y elementos esenciales como el potasio, el fósforo y el magnesio; su contenido en grasa es bajo y presenta una cantidad adecuada de azúcar. Desde el punto de vista funcional, el pan final presenta ciertos inconvenientes, tales como bajo volumen, mayor dureza y un color muy oscuro, por lo que el resultado es mejor mezclada con otras harinas. Una combinación que ha demostrado un pan de buena calidad está constituida por 30 partes de harina de castaña y 70 partes de harina de arroz, junto con el empleo de algún aditivo como la goma garrofín, la goma xantana o la goma guar.
La fécula de patata es otro ingrediente que se emplea en combinación con otras harinas y confiere a la masa una textura más gomosa.

### Aditivos
Con el objetivo de suplir las propiedades viscoelásticas del gluten, intentando proporcionar mayor elasticidad al pan y retener las emisiones de dióxido de carbono de la fermentación, se emplean diversos aditivos. Entre ellos, cabe destacar ciertos hidrocoloides tales como los contenidos en las semillas del plantago ovata (también denominado psyllium), la goma xantana, la goma garrofín (extraída de las semillas del algarrobo), la hipromelosa (también denominada hidroxipropilmetilcelulosa), la carboximetilcelulosa o la metilceulosa. Esta última parece ser la más efectiva para mejorar el volumen y la firmeza de la miga del pan final.
La harina de las semillas del plantago ovata o psyllium constituye una buena alternativa al gluten. Se emplea principalmente como emulsionante o espesante. La fibra de psyllium, debido a su estabilidad a diferentes temperaturas y sus niveles de pH, es similar al gluten. Su contenido es aproximadamente ocho veces mayor que el de la fibra soluble del salvado de avena. Desde el punto de vista de la salud y nutricional, constituye una rica fuente de minerales y fibras solubles naturales, ayuda a reducir los niveles de colesterol, disminuye el riesgo de desarrollar enfermedades cardiovasculares y diabetes, posee propiedades laxantes y es útil en el tratamiento de resfriados, tos y otros problemas respiratorios. Desde el punto de vista funcional, el resultado del pan final ha demostrado tener una aceptación prácticamente idéntica a la del pan tradicional con gluten, tanto en personas con enfermedad celíaca como en personas que no requieren hacer dieta sin gluten.
Para mejorar la calidad del pan desde el punto de vista nutricional (mayor contenido en calcio o proteínas) y funcional (mejor textura y sabor), la adición de proteínas, tales como polvos lácteos o de huevo, ha demostrado gran eficacia. La incorporación de proteínas de la leche en las formulaciones consigue una miga muy similar a la del pan con gluten, mejora el volumen y la textura, y retrasa el envejecimiento del producto final. No obstante, la leche desnatada en polvo tiene efectos negativos en la calidad del pan.
Existen ciertas limitaciones a la adición de lácteos o huevos. Por un lado, es común entre los celíacos que presenten durante los primeros meses de la dieta una intolerancia a la lactosa, por lo que sería preferible el empleo de productos sin lactosa. Por otro lado, el huevo es una de las causas frecuentes de alergias alimentarias.
Otros aditivos que han demostrado mejorar la calidad del pan son ciertos prebióticos, tales como la inulina, la harina de achicoria y el jarabe de oligofructosa, añadidos en una proporción aproximada del 5-8% con respecto al total de ingredientes.

## Elaboración doméstica de pan sin gluten
En el ámbito doméstico, la elaboración de pan sin gluten presenta particularidades técnicas que lo diferencian notablemente del pan tradicional con gluten. La variabilidad en las propiedades de absorción de las distintas harinas sin gluten, así como la sensibilidad del proceso a factores como la hidratación, la fermentación y el horneado, hacen que pequeños ajustes en la técnica tengan un impacto significativo en el resultado final.

### Dificultades y errores comunes
En la elaboración casera pueden producirse errores que afectan notablemente su calidad. Entre los más frecuentes se encuentran emplear harinas sin gluten como sustituto directo de la harina de trigo sin ajustar la formulación, omitir el uso de aglutinantes como el psyllium o la goma xantana, no aportar suficiente hidratación a la masa, aplicar tiempos de fermentación inadecuados o prescindir del vapor durante el horneado. Estos factores pueden dar lugar a panes con bajo volumen, textura densa, corteza excesivamente dura o miga apelmazada. Recursos especializados, ofrecen orientaciones prácticas sobre errores frecuentes en pan sin gluten, para prevenir estos problemas y optimizar el resultado final.

### Masa madre
La masa fermentada o masa madre es una mezcla elaborada con harina y agua, que se fermenta con bacterias de ácido láctico (Lactobacillus) y levaduras. Se ha demostrado que la masa madre producida a partir de harinas libres de gluten, tales como las de arroz, maíz, trigo sarraceno, teff o amaranto, contiene nuevas cepas de Lactobacillus y levaduras que no se encuentran en las masas tradicionales con gluten. Su empleo en panes libres de gluten consigue un producto final de mayor calidad tanto desde el punto de vista nutricional como funcional y reduce la necesidad de añadir aditivos, tales como hidrocoloides, enzimas o conservantes químicos. Entre sus múltiples ventajas, cabe destacar:
- Mejora la textura de la masa y la retención del gas procedente de la fermentación y aumenta el volumen del pan final.
- Mejora la palatabilidad, la textura, el aroma y el sabor.
- Posee actividad antifúngica (evita el crecimiento de algunos tipos de hongos o provoca su muerte) y retrasa el envejecimiento del producto final.
- Reduce los niveles de ácido fítico, por lo que aumenta la biodisponibilidad de minerales (favorece su absorción en el intestino).
- Disminuye el índice glucémico.
- Contiene prebióticos.
- Actúa como hidrocoloide.

## Contaminación cruzada
Solo cuando el producto final y los ingredientes empleados para su elaboración están libres de contaminación cruzada con gluten (también denominada "trazas"), son aptos para las personas que padecen trastornos relacionados con el gluten. La contaminación con cereales que contienen gluten puede ocurrir durante los diferentes pasos de su recolección y elaboración, tanto en la cosecha de los granos, el transporte, la molienda, el almacenamiento, el procesamiento, la manipulación o el cocinado.

Las normativas para etiquetar los productos como "exentos de gluten" o "sin gluten" varían entre diferentes países. La norma CODEX STAN 118/1979 y la normativa de la Comunidad Europea consideran como alimentos “exentos de gluten” aquellos cuyo contenido en gluten no sobrepasa los 20 mg/kg (20 ppm) y como reducidos en gluten a los que contienen entre 20 y 100 mg/kg. En Argentina, el Código Alimentario Argentino clasifica como “alimentos libres de gluten” a aquellos que no sobrepasan la cantidad de 10 mg/kg. La FDA considera alimentos libres de gluten a los que contienen un máximo de 20 mg/kg. Nueva Zelanda y Australia exigen que no haya gluten detectable para calificar los alimentos como libres de gluten y consideran como bajos en gluten a los que no superan los 20 mg/kg de gluten.